# Molig
Molig (IPA: [muˈlitʃ], oficialment en francès Molitg-les-Bains) és una comuna de la comarca del Conflent, a la Catalunya del Nord. Enmig de la població es drecen l'església de Santa Maria i el castell, i a poca distància del nucli urbà hi ha el modern nucli dels Banys de Molig, així com les restes del castell de Riell.

## Etimologia
Després d'una llarga disquisició a l'entorn de diverses interpretacions del topònim Molig, Joan Coromines estableix que l'origen d'aquest topònim és´l'arrel de moldre i molí, amb l'afegitó del sufix indoeuropeu, preromà, -ęḭo/-ęia.

## Geografia

### Localització i característiques generals del terme

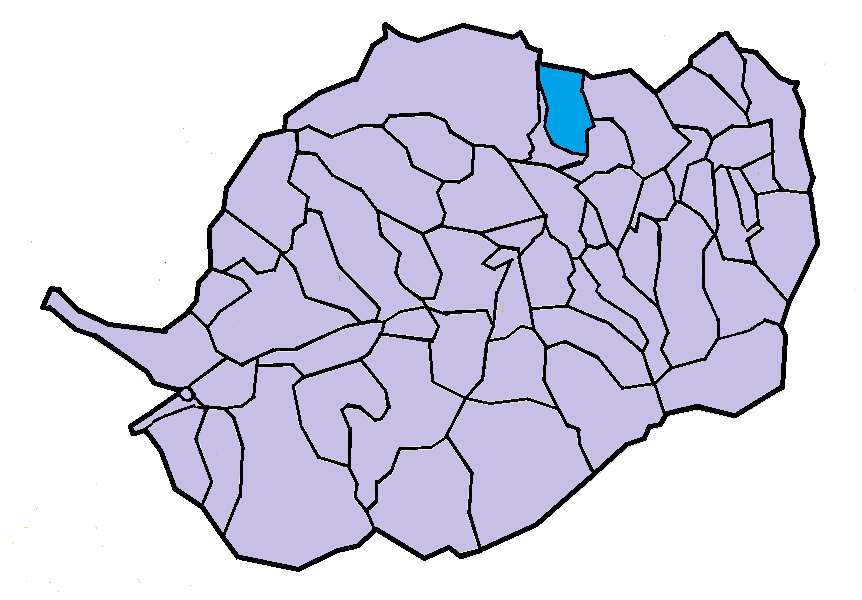
Situació de la comuna de Molig en el Conflent

El terme comunal de Molig, de 129.600 hectàrees d'extensió, és situat a la vall de la Tet, a l'esquerra del riu, una mica distanciat al nord seu. Està situat a l'extrem nord del centre de la comarca, limítrof a la comarca occitana de la Fenolleda.
Forma el terme tot el coster que s'estén a l'esquerra -nord i nord-est- de la Castellana, és a dir, la part sud-oriental de la meitat de la vall d'aquest riu. Aquest costat de la vall baixa de la carena que separa el Conflent de la Fenolleda i, per tant, és un dels límits septentrionals dels Països Catalans. Aquesta carena té el punt més elevat a l'extrem nord-occidental del terme de Molig, on arriba als 1.230 m alt en el vessant sud-est del Pic del Rosselló, el cim del qual és en terme de Mosset i als 1.200 al Pic de les Illoles. Aquesta serra, anomenada precisament així, simplement la Serra, constitueix tot el límit nord de la comuna de Molig, amb alçàries de 1.164, 1.141, 1.092 i 1.091 a l'extrem nord-est de la comuna. El poble de Molig és a 605 m alt, els Banys de Molig a 509, i el punt més baix, a la sortida de la Castellana del terme de Molig, a 351, a l'extrem sud-oriental de la comuna.
Molig havia donat nom, des d'antic, a tota la vall de la Castellana, anomenada Vall de Molig, que incloïa també els actuals termes de Campome i Mosset.
Termes municipals limítrofs:
| Mosset  | Sornià (Fenolleda) |        |
|         |                    | Eus    |
| Campome |                    | Catllà |

### El poble de Molig

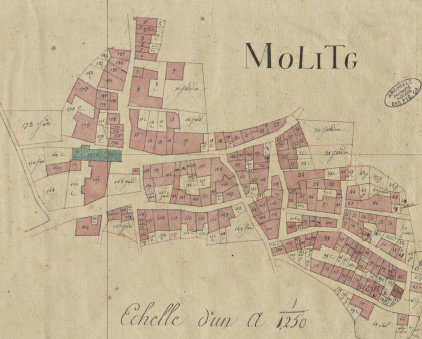
Molig en el Cadastre napoleònic del 1812 (Arxius Departamentals dels Pirineus Orientals)

El poble de Molig és situat a 605 m alt al sud-oest del centre geogràfic de la comuna, proper a la Castellana i al termenal amb Campome (i també a prop del poble d'aquest nom). És a la zona de contacte entre la part muntanyosa del terme i la plana de la vora de la Tet.

### Els Banys de Molig

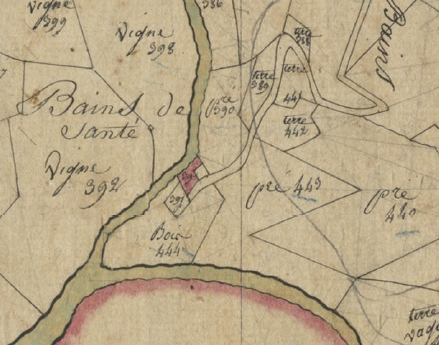
Els Banys de Molig en el Cadastre napoleònic del 1812 (Arxius Departamentals dels Pirineus Orientals)

Els Banys de Molig, coneguts almenys des del segle xvi i creats ran d'una falla a l'esquerra de la Castellana que origina unes aigües termals sulfuroses de temperatura moderada (38º), adequades per al tractament de malalties de la pell, estan situats al sector sud-oest del terme, en el marge esquerre del riu esmentat, que fa de termenal amb Campome. El 1812 era anomenat Veïnat de la Salut, tal com consta en el Cadastre napoleònic del 1812. Als Banys de Molig hi ha la capella de la Mare de Déu dels Socors (o del Perpetu Socors).

### El Castell de Riell
El Castell de Riell és un castell romàntic, del segle xix, situat molt a prop al nord dels Banys d'Arles. Fou construït pels propietaris dels establiments hoteleres i balnearis de l'estació termal.

### Els dòlmens de Molig
Segons els especialistes, en el terme de Molig hi ha, o hi havia hagut, fins a set dòlmens, tres d'ells no retrobats pels darrers que n'han fet la relació i el recompte: el Dolmen de la Pineda, o del Coll de la Pineda, el de Sant Ponci, un dels dòlmens de l'Arca de Calaons, que és a cavall de Catllà i Molig, el del Pla de l'Arca, el de la Portella, el de la Bressa, a les Closes, i el del Coll del Trivi, o Túmul dels Gentils. El de la Pineda, el de la Portella i el de la Bressa, reconeguts a mitjan segle xix per Jaubert de Reart i altres arqueòlegs, estan actualment il·localitzats. També hi havia hagut un menhir, ara desaparegut, al lloc de Perafita (com sembla indicar el topònim).

### Hidrologia

#### Cursos d'aigua
El curs d'aigua principal del terme de Molig és la Castellana que, tanmateix, és compartida amb Campome, ja que a Molig només pertany la riba esquerra. En el pas de la Castellana per Molig, rep bàsicament tres cursos d'aigua per l'esquerra, procedents de Molig: just al començament, arribant pel costat de ponent dels Banys de Molig, el Còrrec de les Banyeres, que hi aporta els còrrecs de Xixat, dels Polls de l'Anton, abans, de la Closa, de les Closes i de la Devesa; pel centre de la comuna de Molig, a llevant de l'anterior, discorre el Còrrec de Romader, de llarg recorregut, que recull les aigües dels còrrecs de Perafita, d'en Batlló, de Llustria i dels Prats d'en Batlló. Aquest darrer, que és el nom del de Romader aigües amunt, recull els còrrecs del Vern, de Cal Cenres, de l'Antoni i de les Moixeres. Així mateix, el del Vern, el central de la part septentrional del terme, recull els de la Font de la Mesura, de les Iules, o del Soll, de Roca Manyó i de la Roca.
A l'extrem oriental del terme, aflueix en la Tet el Còrrec de Terres Blanques, amb el de la Boga a la part superior. Més al nord-est, hi ha dos còrrecs que neixen dins del terme de Molig, però acaben el seu curs en el de Catllà: el Còrrec de les Basses i el de Mira Conflent. En el punt de sortida de la Castellana del terme de Molig hi ha el Salt Gros.

#### Canals d'irrigació
A Molig només n'hi ha un: el Rec de Molig, que rega la zona del nord-oest del nucli de població del mateix nom.

### Orografia
Alguns dels topònims indiquen espais geogràfics o formes de relleu: obagues: el Bac; boscs: el Bosc; colls: Coll de la Gotina, Coll de la Maria, Coll del Pi, Coll de Sedijà, Collell; comes: la Coma, Coma Gelada; costes: Costa dels Congulls; plans: Pla de l'Arca, Pla de les Mosqueres, Plana d'Orbiac, el Planer de Sedijà, les Planes; muntanyes: Puig Simon; roques: la Roca, Roca Barba, Roca Roca de les Iules, Roca Manyó, antigament Manó i Roc d'en Cola, i serres i serrats: Serrat de la Gotina, Serrat de les Planes, Serrat del Perer i Serrat de Queraut.

### El terme comunal
Entre els indrets específics o partides del terme es troben les Arenes, la Balassa, les Basses, la Boga, el Cabanil, Cal Cenres, Camí del Bosc, Camballí, Camp de l'Horta, Camp Fred, els Cavalls, les Closes (dues de diferents), els Conills, la Creueta, Croells, Crou, o Cru, la Devesa (dues de diferents), l'Espinàs, l'Estanyol, Fontcarda, el Garrollar, la Giberola, els Horts de Vilada, Llimberga, Llustria, els Magrets, el Martinet, el Menat, Mira Conflent, les Moixeres, l'Oliveta, Perafita, la Pineda, el Pinyer, la Platana, els Polls de l'Anton, el Pont Blau, el Pont Roig, el Portal, el Prat de les Iules, els Prats d'en Batlló, Prop de la Font, Queraut, la Rabatera, la Ribera, la Rondolera, Salt del Gall, Sedijà, el Soll, les Terres Blanques, Territori del Vern de Baix, Territori del Vern, Torrent de la Boga, les Travesseres, la Trinxada, la Ventallola i Vilada. Alguns són noms antics, ja en desús, com l'Abeller, Arbrissac, Carriac, Espinalba, la Feixa Llonga, Fillola, Llobatera, Lloberoles, Olivell, Olmells, Salgà i Tarter. Alguns indiquen senyals termenals, com el Perer, el Piló, el Piló de Queraut, la Roca Rossellonesa, o Roc de Rosselló i el Roc de la Ferriola.

## Transports i comunicacions

### Carreteres
Pel terme de Molig discorre sobretot una carretera, la D - 14 (D - 619, a Catllà - Coll de Jau), amb una variant per arribar al poble, la D - 14a (D - 14, a Molig - Mosset). A l'extrem sud-est del terme, a més, trepitja breument el terme la carretera D - 619 (Prada- Sant Pau de Fenollet), però sense cap connexió directa amb el poble.

### Transport públic col·lectiu
Pel poble de Molig circula la línia 243 (Prada - Mosset), que uneix les poblacions de Prada, Catllà, els Banys de Molig, Campome i Mosset, que, tanmateix, no passa pel poble de Molig. La línia enllaça a Prada amb la 240 i la 260, per anar cap a Perpinyà o cap a la Cerdanya. Aquesta línia ofereix cinc serveis diaris de Mosset a Prada, i sis a la inversa, més un que es queda a Molig. No circula els dies festius. Per aquesta línia, Molig és a menys de 5 minuts de Campome, a un quart d'hora de Mosset, a 10 minuts de Catllà i a uns 20 minuts de Prada (dependent de la parada). A més, com altres pobles petits, disposa del TAD (Transport a la demanda).

### Els camins del terme
Els principals camins interns del terme de Molig són el Camí de Croells, el del Martinet, el dels Gavatxos, o de Ginclà, el Camí Vell dels Banys, la Ruta -o Carretera- dels Banys i la Tira, o Camí de Selvanera. D'altra banda, els camins que enllacen Molig amb els termes i pobles veïns són: el Camí de Campome, el de Catllà a Ginclà, abans, Camí de Selvanera, que és anomenat a Catllà Camí del Llenguadoc, o la Tira, el Camí de Mosset, el de Mosset a Sornià, el de Sornià, el Camí Vell de Coma, el Camí Vell de Prada, o de Catllà, i la Ruta de Prada.

## Activitats econòmiques
El terme de Molig és un coster poc apropiat per a l'agricultura. Antigament, hi havia molt de bosc, ara reduït a unes quantes clapes de prou extensió, cosa que permetia una explotació del bosc bastant important. Fora d'això, hi ha poc més d'una seixantena d'hectàrees de conreu on unes 25 explotacions agràries cullen sobretot préssecs, però també pomes i peres, a més de l'existència de menys de 20 hectàrees de vinya, molt poca extensió d'horta, i una quinzena d'hectàrees dedicades a farratges i pastures. Hi ha una mica de bestiar, amb més de 50 caps de boví i una vintena d'oví.
L'activitat més important que dona una certa riquesa econòmica actualment a Molig és la que generen els Banys de Molig, lligada a un turisme de qualitat, que dona peu a diversos establiments d'hostaleria i comerços relacionats amb aquest moviment humà.

## Història
La vall de la Castellana, amb el nom de Vall de Molig, està documentada des d'antic: valle Molegica (844 i 950), valle Molegio (901), fins que el 1009 ja apareix el nom actual de Molig. Comprenia una sèrie de poblacions entre el Coll de Jau i Catllà: Croells, Campome, Fórnols, de l'actual terme de Campome tots tres, Eus i Coma, més a llevant, en terme actual d'Eus, inclosos Mosset i Catllà. El 884 està documentada, per exemple, la donació de Coma, situada a la vall de Molig. Al llarg dels segles IX i X, Molig estigué en mans dels descendents dels senyors de Conflent i comtes de Rasès. En aquesta mateixa època el monestir de Sant Miquel de Cuixà anà adquirint nombroses propietats a la Vall de Molig, com consta en diferents butlles papals d'Agapit II (950) i papap Joan XIII (968), a més d'un privilegi del rei Lotari (958). El senyoriu del conjunt de la vall, però, continuà en mans dels Comtes de Conflent. L'any 1035 el comte Guifré II cedia l'alou de Molig al seu tercer fill, Berenguer, document en què consta la infeudació de la vall a Bernat de So, el qual, però, tenia ple domini damunt de Fórnols, mentre que Mosset en el Conflent, a partir del mapa municipal del Conflent de lliure disposició adaptat al Nomenclàtor toponímic aprovat el 2007 romangueren en altres mans de la mateixa família.
A principis del segle xii Molig quedà lligada al castell comtal de Paracolls, els senyors del qual formaren la baronia de Paracolls (i Molig), de manera que la població de Molig compartí la sort del castell. Per això, encara avui dia Paracolls és considerat com a eusenc, malgrat estar situat en terme de Campome. El 1293 aquesta baronia tornava al domini reial, i diverses donacions del mateix rei van posar Molig en mans diverses: Ponç de Caramany (1311), els Tregurà (1380), els darrers anys de l'Edat Mitjana.

### Edat Moderna
Durant l'Edat Moderna el senyoriu de Molig passà als Sanespleda i Vilanova (1505), i el 1636 als Llupià, que el mantingueren fins a la fi de l'Antic Règim.

## Demografia

### Demografia antiga
La població està expressada en nombre de focs (f) o d'habitants (h)
| 36 f | 11 f | 23 f | 9 f | 5 f | 131 f | 64 f | 807 h | 189 f | 182 f |

Notes:
- 1365: per a Paracolls i Coma;
- 1553, 1720, 1767, 1774 i 1789: per a Molig i Campome.

### Demografia contemporània
| Evolució de la població |      |      |      |      |      |      |      |      |
| 1793                    | 1800 | 1806 | 1821 | 1831 | 1836 | 1841 | 1846 | 1851 |
| 826                     | 511  | 543  | 547  | 612  | 567  | 604  | 620  | 580  |

| 1856 | 1861 | 1866 | 1872 | 1876 | 1881 | 1886 | 1891 | 1896 |
| ---- | ---- | ---- | ---- | ---- | ---- | ---- | ---- | ---- |
| 610  | 568  | 542  | 506  | 497  | 457  | 461  | 418  | 386  |

| 1901 | 1906 | 1911 | 1921 | 1926 | 1931 | 1936 | 1946 | 1954 |
| ---- | ---- | ---- | ---- | ---- | ---- | ---- | ---- | ---- |
| 373  | 363  | 349  | 338  | 305  | 255  | 243  | 245  | 198  |

| 1962 | 1968 | 1975 | 1982 | 1990 | 1999 | 2005 | 2010 | 2015 |
| ---- | ---- | ---- | ---- | ---- | ---- | ---- | ---- | ---- |
| 206  | 229  | 164  | 180  | 185  | 207  | 213  | 215  | 227  |

Fonts: Ldh/EHESS/Cassini fins al 1999, després INSEE a partir deL 2004

### Evolució de la població

Població 1962-2008

## Administració i política

### Batlles
| Alcalde          | Període                       |
| ---------------- | ----------------------------- |
| Georges Brou     |                               |
| Huguette Broch   | Març del 2001 - Març del 2014 |
| Jean-Marc Pacull | Març del 2014 - Moment actual |

### Legislatura 2014 - 2020

#### Batlle
- Jean-Marc Pacull.

#### Adjunt al batlle[11]
- 1a: Marie-Françoise Raynaud
- 2n: Gilbert Ques
- 3r: Daniel Marouby.

#### Consellers municipals
- Didier Laguerre
- Florence Marecat
- Alexandre Marleix
- Eric Sola
- Catherine Tarrene.

### Adscripció cantonal

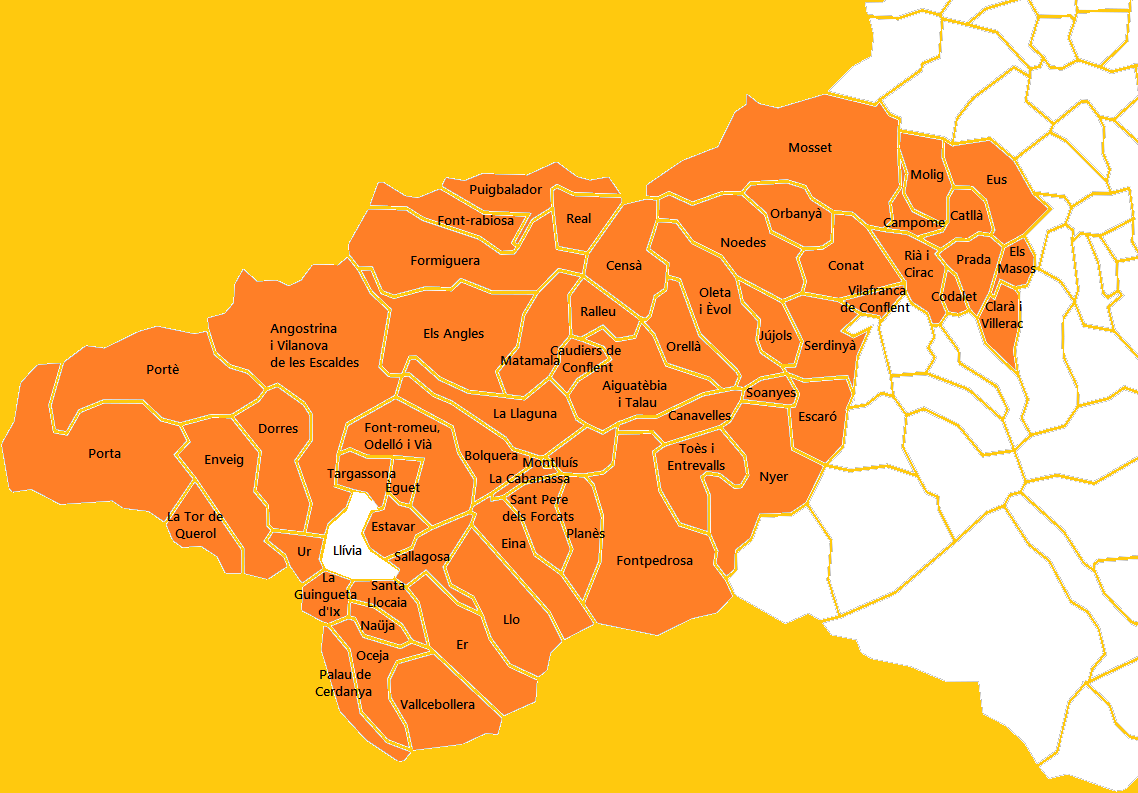
Mapa del Cantó dels Pirineus Catalans

A les eleccions cantonals del 2015 Molig ha estat inclòs en el cantó número 13, dels Pirineus Catalans, que inclou els pobles d'Angostrina i Vilanova de les Escaldes, Bolquera, Dorres, Èguet, Eina, Enveig, Er, Estavar, Font-romeu, Odelló i Vià, la Guingueta d'Ix, Llo, Naüja, Oceja, Palau de Cerdanya, Porta, Portè, Sallagosa, Santa Llocaia, Targasona, la Tor de Querol, Ur i Vallcebollera, de la comarca de l'Alta Cerdanya, els Angles, Font-rabiosa, Formiguera, Matamala, Puigbalador i Ral, de la del Capcir, i les viles de Montlluís, Prada i Vilafranca de Conflent i els pobles d'Aiguatèbia i Talau, la Cabanassa, Campome, Canavelles, Catllà, Caudiers de Conflent, Censà, Clarà i Villerac, Codalet, Conat, Escaró, Eus, Fontpedrosa, Jújols, la Llaguna, Els Masos, Molig, Mosset, Noedes, Nyer, Oleta i Èvol, Orbanyà, Orellà, Planès, Ralleu, Rià i Cirac, Sant Pere dels Forcats, Sautó, Serdinyà, Soanyes i Toès i Entrevalls, de la del Conflent, amb capitalitat a Prada. Són conselleres per aquest cantó Jean Castex i Hélène Josende, de la Unió de la Dreta.

### Serveis comunals mancomunats
Molig forma part de la Comunitat de comunes de Conflent - Canigó, amb capitalitat a Prada, juntament amb Prada, Arboçols, Campome, Campossí, Canavelles, Castell de Vernet, Catllà, Clarà i Villerac, Codalet, Conat, Cornellà de Conflent, Escaró, Espirà de Conflent, Estoer, Eus, Finestret, Fillols, Fontpedrosa, Fullà, Jóc, Jújols, Marqueixanes, els Masos, Mentet, Mosset, Noedes, Nyer, Oleta i Èvol, Orbanyà, Orellà, Pi de Conflent, Rià i Cirac, Rigardà, Saorra, Serdinyà, Soanyes, Sornià, Tarerac, Taurinyà, Toès i Entrevalls, Trevillac, Vallestàvia, Vallmanya, Vernet, Vilafranca de Conflent i Vinçà.

## Educació i Cultura
A causa del despoblament i, en part, de la proximitat de Prada, no hi ha actualment cap escola a Molig. Els infants del poble en edat escolar de maternal i primària poden anar a les escoles públiques dels pobles dels entorns: Catllà, els Masos, Mosset, Prada, Rià i Cirac i Vinçà; en el cas dels estudis primaris, a les privades de Prada, una d'elles, la Bressola, en català o a les públiques de Catllà i Mosset. Pel que fa a secundària, poden assistir als col·legis de Prada, un de públic i un de privat, o als públics d'Illa o Sant Pau de Fenollet. El batxillerat es pot cursar al liceu de Prada.

### Llocs d'interès
- Els dolmens de la comuna, com l'Arca de Calaons, el Dolmen de Sant Ponci, etc.
- Església romànica de Santa Maria de Molig
- Els Banys de Molig
- Castell de Molig
- Castell de Riell

## Persones il·lustres
- Édouard de Massià (Mosset, 12 de desembre del 1824 - Molig, 14 de desembre del 1892), metge i alcalde de Molig
- Tomàs Saleta (Molig, 6 de desembre del 1735 - Prada de Conflent, 25 de gener del 1821), religiós que tingué responsabilitats al monestir de Cuixà i participà activament en el procés revolucionari al Conflent.